# Anaphosia cyanogramma
Anaphosia cyanogramma är en fjärilsart som beskrevs av George Francis Hampson 1903. Anaphosia cyanogramma ingår i släktet Anaphosia och familjen björnspinnare. Inga underarter finns listade i Catalogue of Life.